# Jelcz M180/B10M
Jelcz M180 — польский сочленённый автобус, выпускаемый компанией Jelcz в 1992—1993 годах на шасси Volvo B10MA.

## История
В 1991 году компания Jelcz начала сотрудничество со шведским производителем Volvo Bussar. Результатом этого, кроме Jelcz 120M и Jelcz T120, стал сочленённый автобус Jelcz M180.
Автобус оснащён кузовом Steyr SG18 на шасси Volvo B10MA. Модель приводилась в действие дизельными двигателями внутреннего сгорания Volvo THD102K и Volvo THD102KB.
Всего было изготовлено 8 экземпляров. Это связано с тем, что затраты на производство модели оказались слишком высокими.
Испытания модели проходили в Быдгоще, Кельце, Кракове, Познани, Щецине и других.

## Эксплуатация

### Варшава
В Варшаве автобус Jelcz M180 эксплуатировался с 1993 года под регистрационным номером 6370. Однако из-за резервирования № 63xx для венгерских автобусов Ikarus 260.73 в 1994 году регистрационный номер сменился на 7370. С октября 2009 года автобус не работал в связи с технической неисправностью. В 2010 году автобус был списан.

### Вроцлав
Во Вроцлаве эксплуатировалось 7 автобусов Jelcz M180 с 1993 года. В салоне присутствовали места для сидения, взятые с модели Jelcz PR110. С 2008 года автобусы стали выбывать из Вроцлава.
В июне 2008 года автобус с регистрационным номером 8004 попал в ДТП. В начале 2009 года был списан автобус с регистрационным номером 8007 после аварии на улице Коллонтая. В начале 2013 года прекратил эксплуатацию автобус с регистрационным номером 8005. В июле 2015 года эксплуатация автобусов Jelcz M180 полностью прекратилась в связи с появлением новых автобусов.